# Ntshingwayo Khoza
Ntshingwayo kaMahole dit Ntshingwayo Khoza (né vers 1809, mort le 21 juillet 1883) était un général zoulou, commandant en second (inDuna) de l'armée du roi Cetshwayo.
Le 22 janvier 1879, il remporta la bataille d'Isandlwana sur les troupes britanniques. Il est en revanche battu par les Britanniques le 29 mars suivant lors de la bataille de Kambula.
Il fait partie des victimes du raid de Zibhebhu contre le kraal du roi Cetshwayo à oNdini le 21 juillet 1883.

## Source
- (en) Ron Lock et Peter Quantrill, Zulu victory : the epic of Isandlwana and the cover-up, Johannesburg, Jonathan Ball, 2005, 336 p. (ISBN 978-1-868-42214-2)
- (en) Ian Knight, Zulu rising : the epic story of Isandlwana and Rourke's Drift, London, Pan Books, 2011, 746 p. (ISBN 978-0-330-44593-1 et 0-330-44593-6, OCLC 713788485).

## Référence
- (en) Cet article est partiellement ou en totalité issu de l’article de Wikipédia en anglais intitulé « Ntshingwayo Khoza » (voir la liste des auteurs).